# 叮噹快藥

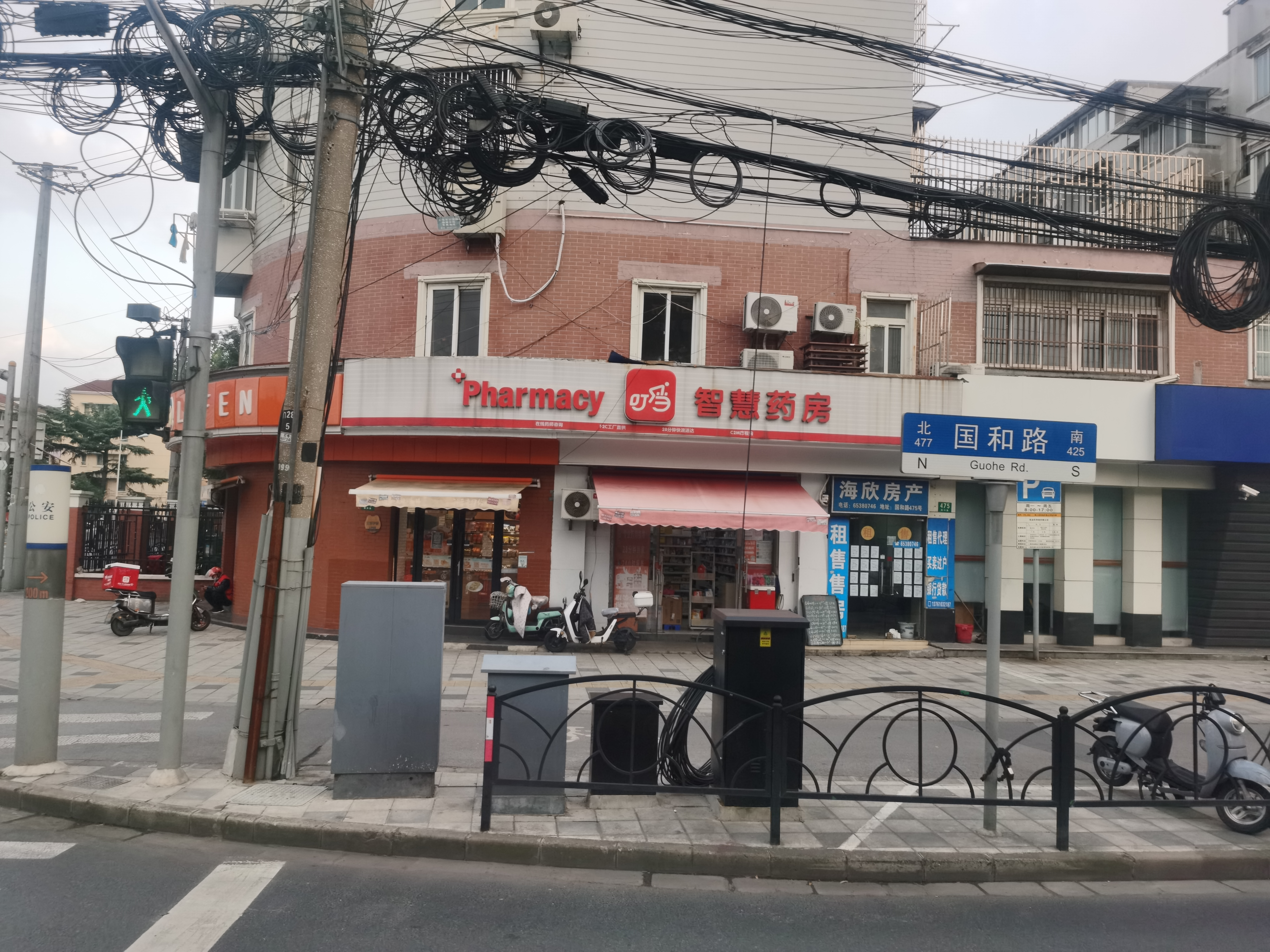
位于上海市杨浦区的一家叮当智慧药房

叮噹快藥（港交所：9886）是中華人民共和國一家O2O医药配送平台，成立於2014年。該平台的口號為“28分钟送药上门”。2018年至2021年一季度，叮当快药累计亏损额达20.64亿元。最初叮噹快藥選擇和其他線下藥房合作，後來選擇自建藥房。2021年，叮噹快藥所属公司叮当健康科技集团有限公司向港交所递交上市申请。2022年9月14日正式挂牌上市。

## 外部連結
- 官方网站